# (19453) Murdochorne
(19453) Murdochorne (1998 FM126) – planetoida z pasa głównego asteroid okrążająca Słońce w ciągu 3,34 lat w średniej odległości 2,23 j.a. Odkryta 28 marca 1998 roku.